# バーミンガム・ロイヤル・バレエ団
バーミンガム・ロイヤル・バレエ団（Birmingham Royal Ballet）は、ロイヤル・バレエ団、イングリッシュ・ナショナル・バレエ団、ノーザン・バレエ団、スコティッシュ・バレエ団と並ぶ、英国の5大バレエ団の1つである。1946年、ロイヤル・オペラ・ハウスが再開されるにあたってサドラーズ・ウェルズ・バレエ団が傘下に置かれることになり、その際に一部のダンサーをサドラーズ・ウェルズ劇場に残して作られたサドラーズ・ウェルズ劇場バレエ団が源流である。
サドラーズ・ウェルズ劇場バレエ団は芸術監督ジョン・フィールドの指揮のもとサドラーズ・ウェルズ劇場で活動を続け、1977年にはロイヤルの名を用いることが認められてサドラーズ・ウェルズ・ロイヤル・バレエ団となった。1990年にバーミンガムに移転するにあたって国内・海外巡演を行った。その際、バーミンガムではバーミンガム・ヒポドローム劇場を会場とした。バーミンガム・ロイヤル・バレエ団は、ダンス・スタジオの他、ダンス傷害の予防と治療のためのジャーウッド・センター（Jerwood Centre for the Prevention and Treatment of Dance Injuries）や、スタジオ・シアターのパトリック・センターなどの専用施設を有している。1997年には、ロイヤル・バレエ団から独立を果たした。

## 歴史
1926年、アイルランド生まれのダンサー、ニネット・ド・ヴァロアは、女子向けのダンススクール "Academy of Choreographic Art" を設立した。ド・ヴァロアはかねてからレパートリーを持って上演するバレエ団と、その付属校を作ることを望んでおり、舞台プロデューサー・劇場オーナーであったリリアン・ベイリスと出会ったことで実現に踏み出した。オールド・ヴィック・シアターとサドラーズ・ウェルズ劇場を所有していたリリアン・ベイリスは、1925年にド・ヴァロアと契約して両劇場でダンスを上演する機会を与えた（ただし、この時点ではサドラーズ・ウェルズ劇場は荒廃して再建中であった）。
サドラーズ・ウェルズ劇場は1931年に再建され、劇場の敷地内にヴィック・ウェルズ・バレエ団とヴィック・ウェルズ・バレエ学校が設立された。これが現在のロイヤル・バレエ団およびバーミンガム・ロイヤル・バレエ団、そしてロイヤル・バレエ学校の前身となった。
1937年11月にリリアン・ベイリスが亡くなり、1939年にはオールド・ヴィック・シアターとの繋がりがなくなってしまった。第二次世界大戦が始まると1940年にサドラーズ・ウェルズ劇場も閉鎖の憂き目に遭った。これを受けて国内を巡演せざるを得なくなったが、これがかえってサドラーズ・ウェルズ・バレエ団の名を知らしめることになった。終戦後はサドラーズ・ウェルズ劇場に戻ったが、1946年にコヴェント・ガーデンに新装なったロイヤル・オペラ・ハウス付きのバレエ団として招聘された。ロイヤル・オペラ・ハウスでの初公演は、ニネット・ド・ヴァロアによる『眠れる森の美女』であった。

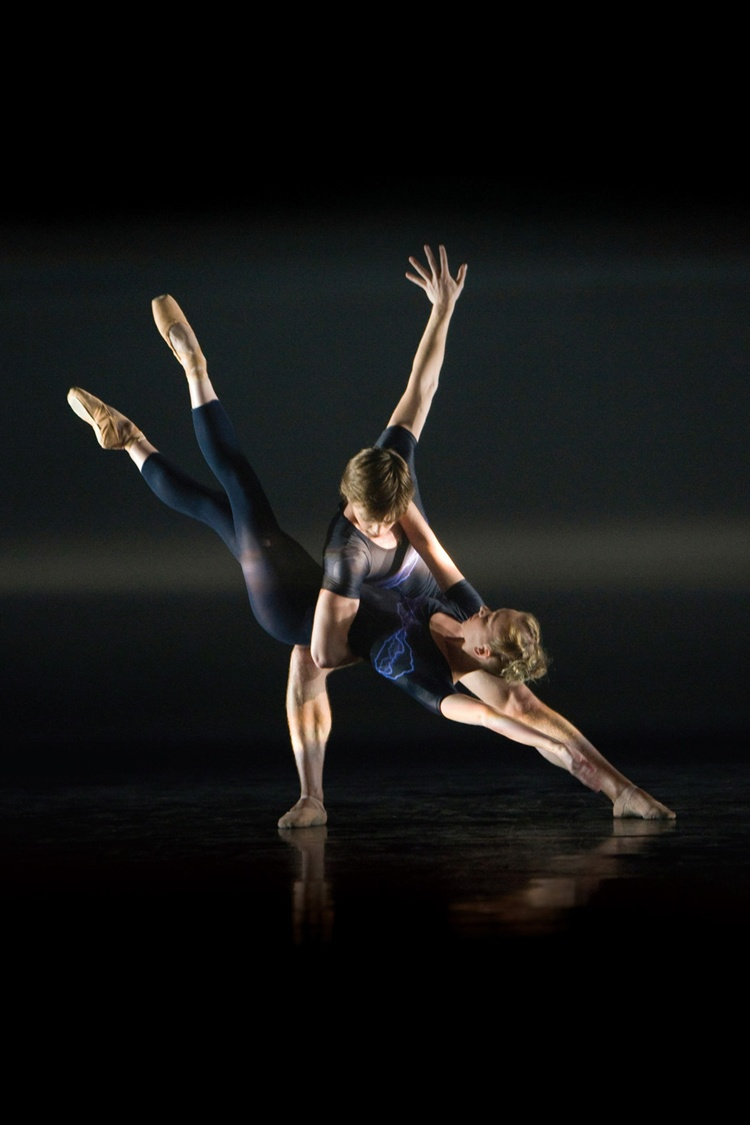
『E = MC^{2}』の公演を行うバーミンガム・ロイヤル・バレエ団。2011年、東京。

移転に伴ってバレエ学校もその敷地内に移転し、サドラーズ・ウェルズ劇場で引き続き公演を行う姉妹バレエ団としてサドラーズ・ウェルズ劇場バレエ団が設立された。これがバーミンガム・ロイヤル・バレエ団の前身である。サドラーズ・ウェルズ劇場バレエ団の初代芸術監督はジョン・フィールドであった。ジョン・フィールドは後にロイヤル・バレエ団の共同芸術監督になり、スカラ座バレエ団やイングリッシュ・ナショナル・バレエ団の芸術監督も歴任した。
1955年、サドラーズ・ウェルズ劇場バレエ団はサドラーズ・ウェルズ・バレエ団を親カンパニーとする巡演用バレエ団となってサドラーズ・ウェルズ劇場付きではなくなり、ロイヤル・オペラ・ハウスに移転した。
1956年にはバレエ団とバレエ学校に王立（Royal）の名を冠することを認める勅許状が下され、サドラーズ・ウェルズ・バレエ団がロイヤル・バレエ団、サドラーズ・ウェルズ劇場バレエ団がサドラーズ・ウェルズ・ロイヤル・バレエ団、サドラーズ・ウェルズ・バレエ学校がロイヤル・バレエ学校に改称された。
サドラーズ・ウェルズ・ロイヤル・バレエ団は1970年にサドラーズ・ウェルズ劇場に戻ったが、引き続き国内巡演を行った。1987年にはバーミンガム・ヒポドローム劇場から常設バレエ団として招聘を受けた。これを受けて1990年にバーミンガムに移転し、バーミンガム・ロイヤル・バレエ団に改称された。
1977年から1995年までピーター・ライトが芸術監督を務め、その引退後はデヴィッド・ビントレーが引き継いだ。1997年にはバーミンガム・ロイヤル・バレエ団はロイヤル・バレエ団から独立し、ロイヤル・オペラ・ハウスの管理を離れた。2019年1月には、キューバ人ダンサーのカルロス・アコスタが2020年1月からビントレーの後任として芸術監督に就任することが発表された。

## 所属ダンサー

### プリンシパル
| 名前                   | 国籍     | 出身校                                                | BRB加入 | 昇格   | 備考 |
| ---------------------- | -------- | ----------------------------------------------------- | ------- | ------ | --- |
| 厚地康雄               | 日本     | 石原千代バレエスクール ロイヤル・バレエ学校           | 2006年  | 2018年 | |
| チョウ・ツーチャオ     | 台湾     | オーストラリア・バレエ学校                            | 2011年  | 2017年 | |
| マティアス・ディンマン | イギリス | キーロフ・アカデミー・オブ・バレエ                    | 2006年  | 2015年 | イングリッシュ・ナショナル・バレエ団 ゲストアーティスト（2014年） 2006年ヴァルナ国際バレエコンクール 金メダル 2006年ユース・アメリカ・グランプリ 金メダル 2005年韓国国際バレエコンクール 金メダル 2004年ウィーン国際バレエコンクール 金メダル、ヴァーツラフ・ニジンスキー賞 |
| サマラ・ダウンズ       | イギリス | ロイヤル・バレエ学校                                  | 2003年  | 2015年 | - ポール・クラーク賞 - マーゴ・フォンテイン・スカラシップ賞 - アンソニー・ダウエル章 - ケリソン・クック賞 |
| セリーヌ・ギッテンス   | カナダ   | ゴー・バレエ・アカデミー                              | 2006年  | 2016年 | |
| 平田桃子               | 日本     | 山本禮子バレエ教室 ロイヤル・バレエ学校               | 2003年  | 2013年 | 2001年ローザンヌ国際バレエコンクール エスポワール賞 |
| ブランドン・ローレンス | イギリス | ニザ・スクール・オブ・ダンス ロイヤル・バレエ学校     | 2011年  | 2019年 | |
| セザール・モラレス     | チリ     | サンティアゴ市立劇場 ヒューストン・バレエ・アカデミー | 2008年  | 2014年 | ウィーン国立バレエ団 プリンシパル・ゲスト・アーティスト（2006年） イングリッシュ・ナショナル・バレエ団（2004-2006年） アルタゾール賞 – 2002年、2003年 2003年ニューヨーク国際バレエコンクール 金メダル2002年プラハ国際バレエコンクール 金メダル                              |
| タイロン・シングルトン | イギリス | ロイヤル・バレエ学校                                  | 2003年  | 2013年 | |